# Méz Rádió
A Méz Rádió egy Veszprémben fogható kereskedelmi rádióállomás volt, amely 2011. augusztus 22-én reggel 7 órakor indította el sugárzását a 103,1 MHz-es frekvencián az egykori Jam Rádió helyén.
2023. június 26-án, 00:01-kor, a rádió a budapesti Sláger FM hálózatába kapcsolódott.

## Korábbi műsorvezetők
- Szekeres Dávid (Ébredj Veszprém!) - Jelenleg a Rádió Pápa műsorvezetője
- Rompos Gergő (Naprakész)
- Tóth István (Szieszta, Veszprémi Artsok) - Jelenleg a Regina TV műsorvezetője
- Kenéz Kolos (Szieszta, Méz Hétvége) - Jelenleg a Petőfi Rádió műsorvezetője
- Fehér Bálint (Méz Top 40)
- Weibl Dávid Donát (Ébredj Veszprém!, Naprakész, Méz Hétvége) - Jelenleg a Rádió7 műsorvezetője
- Habóczki Máté - Jelenleg a Petőfi Rádió műsorvezetője
- Szani Roland - Jelenleg a Petőfi Rádió műsorvezetője
- Fehér Mariann (Méz Portré) - Jelenleg a radiocafé műsorvezetője
- Jáksó László (Ripost)
- Cserna Dániel
- Szóllás Balázs
- Szendi Péter
- Mázi Roland
- Herendi Gábor
- Ábrahám Vanda

## Műsorrend

### Hétköznap
- 06:00-11:00 Ébredj Veszprém! (Szekeres Dáviddal)
- 11:00-16:00 Naprakész (Rompos Gergővel)
- 16:00-20:00 Szieszta (Tóth Istvánnal)
- 20:00-22:00 Veszprémi Artsok (Tóth Istvánnal)

### Hétvége
- 07:00-16:00 Méz Hétvége (Kenéz Kolossal)
- 16:00-19:00 Méz Top 40 (Fehér Bálinttal)

## További információ
- Méz Rádió - Veszprém FM 103,1 MHz honlap
- Méz Rádió - Facebook oldal
- Méz Rádió - instagram oldal
- Méz Rádió Youtube csatorna